# Elsa Evangelista
Elsa Evangelista (Napoli, 1954) è una compositrice, organista e direttrice d'orchestra italiana.
Dal 1º novembre 2011, ricopre la carica di Direttore del Conservatorio di musica San Pietro a Majella di Napoli. Dal 2005 al 2008 ha ricoperto la carica di vicedirettore dello stesso Conservatorio. Il suo nome è stato inserito nella “Enciclopedia Italiana dei Compositori Contemporanei ” e in: "Europäischer Dirigentinnen Reader". Esponente della Scuola Napoletana del ‘900 , dedica grande impegno per il riscatto dell’immagine artistica di Napoli in Italia e nel mondo.

## Formazione
Figlia e nipote di musicisti (Il nonno e il padre erano entrambi musicisti) ha studiato al Conservatorio San Pietro a Majella così come i suoi 4 fratelli. Fin da subito si dedica allo studio della Composizione, della Musica Corale e della Direzione di Coro con i Maestri Carmine Pagliuca e Aladino Di Martino. Nello stesso conservatorio studia Organo e Composizione organistica con il Maestro Gennaro D’Onofrio.

## Attività artistica
Tra le sue composizioni sono da annoverare “Hay almas que tienen” e “La guitarra” su testi di Garcia Lorca, “Apollo II-21 luglio 1969”, oltre ad una massiccia produzione di musica da camera e sinfonico – corale. Nel 1992 fonda e dirige stabilmente Orchestra e Coro “La Nuova Polifonia”, e nel 1994, opera come Direttore Artistico del S. Chiara Festival "La musica vocale e strumentale dal ‘500 al ‘900". Nello stesso periodo cura ed incide la revisione del Miserere n° 2 di G. B. Pergolesi per la Florentia Musicae. Il lavoro di restauro sui manoscritti del Settecento Napoletano le fa riportare alla luce la “Messa” in re minore per soli, coro e orchestra, il Duetto “Juravit” per due tenori e orchestra di Saverio Mercadante, che sono stati eseguiti in prima assoluta al Teatro Mercadante di Napoli, in occasione del bicentenario della nascita del Compositore. Molte sono le società concertistiche alle quali ha partecipato e che ha diretto. Tra queste ricordiamo: “Ravello 94”, “Festival Barocco di Viterbo”, “Ville Vesuviane Festival”, “I Venerdì Musicali” del Conservatorio di Musica S. Pietro a Majella di Napoli, "Rossini Opera" Festival di Wildbad, "Festival barocco di Montecarlo". Nell’ottobre del 2001 ha partecipato all’azione sacra “Vita di Padre Raimo” (prima esecuzione moderna) insieme al suo Coro, con i Mottetti a Quattro Cori per le Quarantore di Erasmo De Bartolo, nella rassegna “Autunno Musicale” organizzata dal Teatro di S. Carlo. Ha partecipato alle “Celebrazioni per il 250º anniversario della morte del Solimena”. Ha aperto le celebrazioni per il bicentenario della nascita di Gaetano Donizetti, curando la revisione del Mottetto “Tantum Ergo” e organizzando un concerto che ha visto la collaborazione del Teatro San Carlo e il Conservatorio di Napoli. Nel 1997 sotto invito della Filarmonica di Colonia, ha organizzato un concerto in collaborazione tra il Conservatorio San Pietro a Majella e il suo Ensemble, per rappresentare lo spettacolo del M° De Simone sulle tradizioni del Natale Napoletano. Dopo il ritrovamento del manoscritto della partitura del Miserere di Pasquale Cafaro, si impegna nella sua operazione di recupero. Attualmente il manoscritto si trova conservato presso la biblioteca del Conservatorio S. Pietro a Majella di Napoli. Con il Coro del “S. Pietro a Majella” esegue Musica Sacra del ‘700 napoletano e le opere Gazzetta di G. Rossini, Mosè in Egitto, i Due Figaro di Carafa e il Don Chisciotte di Mercadante (queste ultime in prima esecuzione) al Rossini Opera Festival di Wildbad, negli anni 2006 e 2007. Per la Naxsos ha inciso il “Mosè in Egitto” di G. Rossini e il Don Chisciotte di Mercadante. Ha collaborato con diversi direttori d’orchestra, tra i quali Marcello Panni, Antonino Fogliani, Christopher Franklin, Brad Cohen e con i registi Stefano Vizioli, Thaddeus Strassberger, Jochen Schonleber.  Numerose sono le trasmissioni radiofoniche a cui ha partecipato, come ad esempio quelle per RAI International.

## Direzione del Conservatorio San Pietro a Majella
Durante il suo mandato di Direttore al “San Pietro a Majella”, vengono svolte esecuzioni con la partecipazione di personaggi di spicco quali Riccardo Muti, Roberto De Simone, Gean Guillou, Alfred Brendel, Patrick Barbier, Quirino Principe, Glenn Watkin, in linea con la tradizione concertistica avviata da Cilea e Lualdi. Viene terminata, durante il suo mandato, la sistemazione dell’antico Foyer della Sala Scarlatti, attualmente sede di diverse mostre sulla scuola napoletana. Ha istituito il Premio “S.Pietro a Majella”, grazie al quale si sono realizzati diversi incontri con alcuni grandi musicisti come Aldo Ciccolini e Riccardo Muti. Tra gli appuntamenti più importanti realizzati nel suo mandato, ricordiamo la mostra “Lettere di protagonisti in mostra”, la mostra “Gesualdo nella Biblioteca del Conservatorio San Pietro a Majella” e la mostra “Verdi e Napoli”, e l’allestimento delle opere Dialoghi delle Carmelitane, Mas’Aniello, L’Uccellatrice, Li Zite ‘n galera, in prima esecuzione moderna, la parodia Aida di Scafati, lo spettacolo “Paisiello alle Corti d’Europa” e “Paisiello Immaginario”. Ha creato svariate collaborazioni con il Teatro S. Carlo, con il Teatro Bellini, con il Teatro Mozart di Saragozza, con l’Accademia di Belle Arti, con l’Università, con i Conservatori italiani e stranieri, con gli Istituti culturali e con le varie associazioni del territorio, in occasione di numerosi eventi musicali. Presso il Conservatorio di Napoli ha organizzato il grande meeting delle relazioni internazionali che, nel novembre del 2011, è stato sede di un Congresso dell’AEC, con la partecipazione di più di duecento direttori di tutti i Conservatori europei, e ha favorito l’iscrizione del Conservatorio all’Associazione Europea dei Conservatori, delle Università e delle Accademie di Musica. Si è impegnata per la nascita del Coro di Voci Bianche, valorizzando anche l’attività dell’Orchestra del Conservatorio, con la direzione di Riccardo Muti nella sua “Prova d’Orchestra”. Nel 2014 ha sostenuto la nascita delle Edizioni “San Pietro a Maiella”. Ha avviato lo studio e la messa in scena di opere settecentesche realizzate per teatri quali il San Carlo, il Teatro dei Fiorentini, il Nuovo e altri. Ha fatto realizzare interventi strutturali nella Biblioteca del Conservatorio che ha un patrimonio incommensurabile di quadri, cimeli, autografi, manoscritti, insieme al restauro del soffitto della sala antistante la sala Rossini. Si è impegnata per la valorizzazione degli spazi del conservatorio, con l’apertura al pubblico della sala Riccardo Muti, inaugurata dallo stesso Musicista nel 2014, recuperando uno spazio confinante con la sala Scarlatti. Nella stessa sono state realizzate le mostre: “Verdi e Napoli”, “Saverio Mattei", "Niccolò Jommelli" e la costruzione della scuola musicale napoletana” e “Il Genio di Paisiello alle Corti d’Europa”. Elsa Evangelista ha dedicato grande impegno alla tutela e alla valorizzazione delle opere presenti presso il Museo Storico-Musicale, che racconta più di quattro secoli di storia della musica e dell’arte a Napoli, museo voluto e inaugurato nel 1925 da Francesco Cilea. È proprio qui che è stato ritrovato un importante strumento dell’ottocento napoletano che si riteneva perduto: il “Pianoforte a cristalli”. Nel 2012 ha istituito il primo master di Musica Antica, il Master in Management delle Imprese culturali e il Master in Beni Musicali. Ha organizzato una diretta streaming da Chicago, città dalla quale Riccardo Muti ha diretto il Requiem del grande Compositore Giuseppe Verdi in occasione del 200º anniversario della sua nascita.

## Premi e onorificenze
Ha ricevuto riconoscimenti e onorificenze dal Comune di Napoli, dal Rotary International e dalla Marina Militare degli U.S.A. Ha ricevuto il premio internazionale “Giovanni Paolo II” e il premio “Masaniello”, Napoletani protagonisti. È stata eletta nel primo Consiglio Accademico del Conservatorio di Musica di Napoli voluto dalla Riforma dei Conservatori. Il suo nome è stato inserito nella “Enciclopedia Italiana dei Compositori Contemporanei” e in: "Europäischer Dirigentinnen Reader". Dal 2005 al 2008 ha ricoperto la carica di vicedirettore del Conservatorio San Pietro a Majella, e dal 2007 al 2009 è stata coordinatrice dei nascenti corsi di Alta Formazione di I e di II livello. Nel 2016, anno del bicentenario della morte di Giovanni Paisiello, Il presidente della Repubblica Sergio Mattarella le assegna la Medaglia come Premio di Rappresentanza per le Manifestazioni celebrative. Nel 1990 le viene assegnato il titolo di Presidente coordinatore delle Commissioni per il concorso nazionale a cattedra per titoli ed esami.